# Lois de Kirchhoff
Ne doit pas être confondu avec Relations de Kirchhoff ou Loi du rayonnement de Kirchhoff.
 (janvier 2018).
Si vous disposez d'ouvrages ou d'articles de référence ou si vous connaissez des sites web de qualité traitant du thème abordé ici, merci de compléter l'article en donnant les références utiles à sa vérifiabilité et en les liant à la section « Notes et références ».

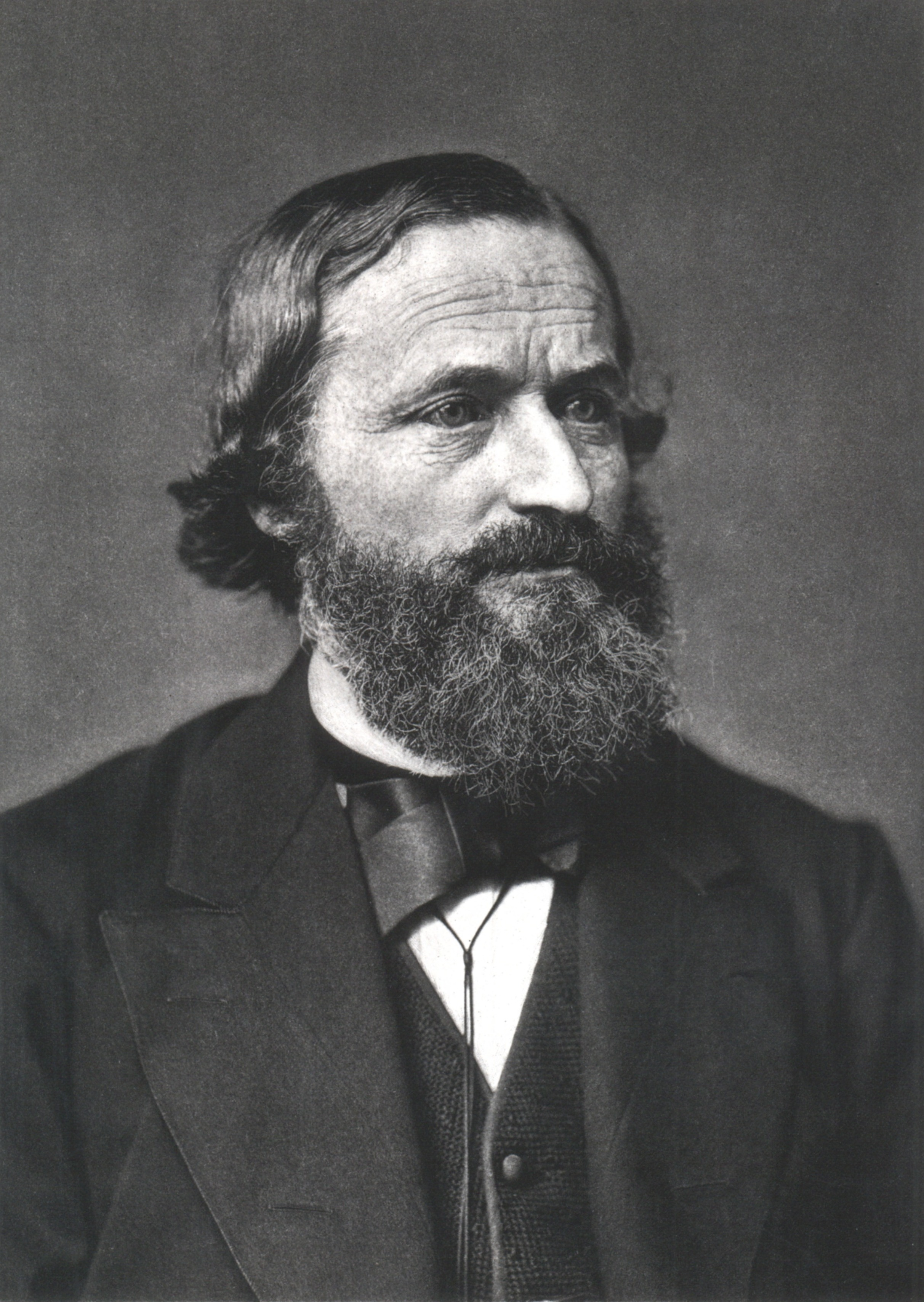
Portrait de Gustav Kirchhoff, qui a établi les lois portant son nom en 1845.

Les lois de Kirchhoff expriment la conservation de l'énergie et de la charge dans un circuit électrique. Elles portent le nom du physicien allemand qui les a établies en 1845 : Gustav Kirchhoff.
Dans un circuit complexe, il est possible de calculer les différences de potentiel aux bornes de chaque résistance et l'intensité du courant continu dans chaque branche de circuit en appliquant les deux lois de Kirchhoff : la loi des nœuds et la loi des mailles.
Les lois de Kirchhoff sont une application du principe de conservation de l'énergie, dans un graphe fermé de conducteurs électriques en régime permanent : l'énergie électrique contenue dans le système est divisée entre les branches du graphes selon leur impédance. Une analogie intuitive serait un réseau de canaux, dans lequel le volume d'eau se répartit en fonction de la largeur de chaque canal.

## Loi des nœuds

Schéma d'un montage électrique illustrant la loi des nœuds.

La somme des intensités des courants qui entrent par un nœud est égale à la somme des intensités des courants qui sortent du même nœud.
Sur la figure est représenté le sens (choisi arbitrairement) d'orientation de chaque fil, entrant ou sortant du nœud. L'intensité d'un courant (exprimée en ampères) est une grandeur algébrique (positive, négative ou nulle) définie par-rapport à l'orientation du fil. Par exemple, si l'intensité d'un courant dans un fil entrant est 3 A, cela signifie que ce fil porte un courant sortant de - 3 A.
D'après la loi des nœuds, on a donc : {\displaystyle i_{1}+i_{2}=i_{3}+i_{4}\,} .
Cette loi découle directement de la conservation de la charge électrique, en tenant compte du fait qu'en régime stationnaire, ces charges ne peuvent pas s'accumuler à un endroit quelconque du circuit. Les charges qui arrivent à un nœud compensent celles qui en repartent. Cette loi permet la résolution « d'équations électriques » grâce à la méthode des nœuds.

## Loi des mailles

Schéma d'un montage électrique illustrant la loi des mailles.
U_{ab} + U_{bc} + U_{cd} = U_{ad} ou
U_{ab} + U_{bc} + U_{cd} + U_{da} = 0
Car : U_{xy} = – U_{yx}

Dans une maille quelconque d'un réseau, dans l'approximation des régimes quasi stationnaires et à condition que les variations de flux magnétique à travers la maille soient négligeables, la somme algébrique des différences de potentiel le long de la maille est constamment nulle.
Cette loi découle de l'additivité des différences de potentiel entre deux points. La différence de potentiels entre a et b, aussi appelée tension, est exprimée par l'équation suivante : Uab = Va – Vb

Va et Vb étant les potentiels respectifs aux points a et b. En additionnant toutes ces différences sur une maille fermée on obtient un résultat nul, comme illustré à gauche.
Cette loi permet la résolution d'« équations électriques » grâce à la méthode des mailles.

## Limite de validité de la loi des nœuds
La loi des nœuds s'interprète comme une division du flux (au sens hydraulique) de charges électriques dans un graphe de réseau en régime permanent : à chaque instant, la somme des flux dans toutes les branches du graphe est égale à une constante au cours de l'expérience, qui est l'image de l'énergie globale contenue dans le réseau (par application du principe de conservation de l'énergie). La loi des nœuds n'est donc valide que si le flux du champ électrique entourant chaque nœud reste nul ou constant (le système est isolé de l'environnement).
Cette condition n'est pas validée en électrostatique, car le stockage (retrait) ou la production (ajout) de charges statiques sur le réseau change dynamiquement et localement le bilan global d'énergie sur le réseau. Dans ces conditions, la somme des flux sur les branches du graphe n'est plus l'image directe de l'énergie contenue dans le réseau, ce qui rend impossible la résolution du circuit par son seul graphe.

## Semi-conducteur
Dans un semi-conducteur deux types de charges mobiles coexistent, les électrons et les trous. Le courant total, somme du courant d'électrons et du courant de trous, obéit strictement à la loi des nœuds. Pour décrire avec une excellente approximation le comportement d'un transistor bipolaire, on peut se limiter au transport d'un seul type de charge : les porteurs minoritaires dans la base. L'équation des nœuds pour ces seuls porteurs doit prendre en compte leur stockage ainsi que leur disparition par recombinaison.
Cette équation, abusivement appelée équation de Kirchhoff, est améliorée pour décrire les transistors-laser est à l'origine d'un buzz médiatique en 2010.